# جنگ‌های صلیبی شمالی
جنگ‌های صلیبی شمالی یا جنگ‌های صلیبی بالتیک جنگ‌هایی مذهبی بودند که توسط محافل نظامی و پادشاهی‌های مسیحی علیه مردم کافر بالتی، فنلاندی و اسلاو ساکن پیرامون سواحل جنوبی و شرقی دریای بالتیک انجام شدند. این جنگ‌ها در سده‌های دوازدهم و سیزدهم انجام گرفت و نتیجهٔ آن‌ها انقعاد بومیان و تعمید اجباری آن‌ها بود.
قابل توجه‌ترین لشکرکشی‌ها، جنگ‌های صلیبی لیوونی و پروسی بودند. برخی از این جنگ‌ها در قرون وسطی جنگ صلیبی نامیده می‌شدند، ولی برخی دیگر، به‌ویژه بیشتر جنگ‌های سوئد، توسط مورخان ملی‌گرای رومانتیک سدهٔ نوزدهم جنگ صلیبی نامیده شدند.

## پیش‌زمینه
فرمان پاپ سلستین سوم در سال ۱۱۹۳، نقطهٔ آغاز رسمی جنگ‌های صلیبی بود. البته پیش از آن پادشاهی‌های مسیحی اسکاندیناوی، لهستان و امپراتوری مقدس روم، حرکت برای مطیع کردن همسایگان کافر خود را آغاز کرده‌بودند. مردم غیرمسیحی هدف این لشکرکشی‌ها شامل ملت‌های زیر بودند:
- مردم ساکن میان رودهای الب و اودر از جمله مردم سوربی، اسلاوهای پولابی و اوبوتریت‌ها
- مردم فنلاند کنونی
- مردم لیوونی، لاتگالی، سلی و استونیایی (۱۱۹۳–۱۲۲۷)
- مردم زمگالی و کورسی (۱۲۱۹–۱۲۹۰)
- پروس قدیم
- مردم لیتوانی و ژمایتیا (ناموفق، ۱۲۳۶–۱۳۱۶)

در سده‌های پیش از آغاز جنگ‌های صلیبی، درگیری مسلحانه میان بالت‌ها، فنلاندی‌های بالتی و اسلاوهای ساکن ساحل بالتیک با همسایگان ساکسون و دانمارکی خود در شمال و جنوب، رواج داشت. دلیل عمدهٔ نبردهای پیشین، تلاش برای نابودی قلعه‌ها و مسیرهای تجاری دریایی و دستیابی به مزیت‌های اقتصادی در ناحیه بود و اساساً جنگ‌های صلیبی همین الگوی درگیری را ادامه می‌دادند. البته این بار توسط پاپ الهام گرفته و تجویز شده‌بودند و توسط شاهان پاپی و راهبان مسلح صورت می‌گرفتند.

## جنگ صلیبی وندی
لشکرکشی‌های صلیبی با جنگ صلیبی ضد اسلاوهای پولابی (یا وندها) در سال ۱۱۴۷ آغاز شد. این جنگ همزمان با جنگ دوم صلیبی در سرزمین مقدس بود و به صورت نامنظم تا سدهٔ شانزدهم ادامه داشت.

## جنگ‌های صلیبی سوئد
جنگ‌های صلیبی سوئد لشکرکشی‌هایی توسط سوئد ضد فنلاندی‌ها، تاواتستی‌ها و کارلی‌ها بود که در دوره‌ای از سال ۱۱۵۰ تا ۱۲۹۳ انجام گرفت.

## جنگ صلیبی لیوونی
در سدهٔ دوازدهم، مردمانی که در استونی، لتونی و لیتوانی کنونی می‌زیستند، کافرانی بودند که حائلی میان دو دولت مسیحی رقیب شامل کلیسای ارتدوکس در شرق و کلیسای کاتولیک در غرب خود، ایجاد کرده‌بودند. اختلاف عقاید یکی از دلایلی بود که باعث شده‌بود هنوز دین آنان تغییر مؤثری نکرده‌باشد. در دوره‌ای به طول ۱۵۰ سال پیش از رسیدن صلیبیان آلمانی، استونی سیزده بار در معرض حملهٔ شاهزاده‌نشین‌های روسی و نیز دانمارک و سوئد قرار گرفته‌بود. مردم استونی نیز حملاتی را به سوئد و دانمارک ترتیب داده‌بودند. تلاش صلح‌جویانه‌ای توسط کاتولیک‌ها برای تغییر دین مردم استونی انجام شده‌بود که نخستین آن‌ها مبلغان اعزام شده توسط آدالبرت، اسقف اعظم برمن در سال‌های ۱۰۴۵ تا ۱۰۷۲ بود؛ ولی این تلاش‌ها با موفقیت‌های اندکی همراه بود.

### لشکرکشی علیه مردم لیوونی (۱۱۹۸–۱۲۱۲)
در سال ۱۱۸۰ راهبی به نام ماین‌هارد در دهانهٔ رود دائوگاوا در لتونی کنونی فرود آمد و در سال ۱۱۸۶ به مقام اسقفی رسید. پاپ سلستین سوم در سال ۱۱۹۵ جنگ صلیبی علیه کافران بالتی را اعلام کرد. پاپ اینوسنت سوم این اعلان را تکرار کرد و لشکر صلیبیون به رهبری اسقف بارتولد (جانشین ماین‌هارد) در سال ۱۱۹۸ در لیوونی (بخشی از لتونی کنونی، پیرامون خلیج ریگا) فرود آمد. با وجود پیروزی صلیبیون در نخستین نبرد، آنان به دلیل جراحت مرگبار بارتولد دفع شدند.
در سال ۱۱۹۹ هارتویگ دوم اسقف اعظم برمن، آلبرت فن بوکستهوفن را برای مسیحی کردن کشورهای بالتی منصوب کرد. سی سال بعد که آلبرت درگذشت، فتح و مسیحی‌سازی رسمی استونی و شمال لتونی کنونی کامل شده‌بود. آلبرت وظیفهٔ خود را با گردش در اروپا و موعظهٔ لشکریان صلیبی علیه کشورهای بالتی آغاز کرد. در این راه، فرمان پاپی که اعلام کرده‌بود جنگیدن علیه کافران بالتی، هم‌درجه با شرکت در جنگ صلیبی برای سرزمین مقدس است، نیز به او کمک کرد. او در سال ۱۲۰۰ تنها با ۲۳ کشتی و ۵۰۰ سرباز در دهانهٔ دائوگاوا فرود آمد، ولی باور داشت که تلاش‌هایش باعث سرازیر شدن نیروهای تازه خواهد شد. معمولاً نخستین گروه جنگجویان صلیبی در بهار برای جنگ می‌رسیدند و در پاییز به خانهٔ خود بازمی‌گشتند. برای اطمینان از حضور دائمی نظامیان، انجمنی در سال ۱۲۰۲ تأسیس شد. ایجاد فروشگاه در ریگا توسط آلبرت در سال ۱۲۰۱ باعث جذب مردم از امپراتوری و ایجاد رونق اقتصادی شد. پاپ اینوسنت سوم به درخواست آلبرت کشورهای بالتی را وقف مریم باکره کرد تا سربازگیری برای لشکر او افزایش یابد. نام «سرزمین مریم» تا دوران نوین نیز زنده مانده‌است.

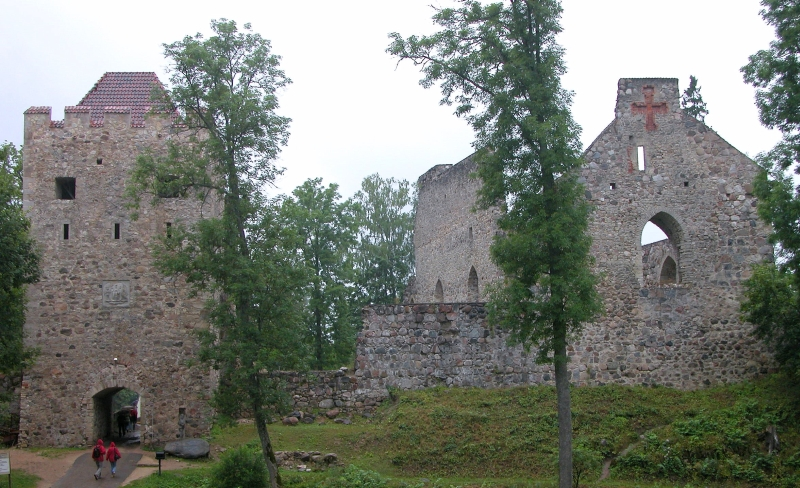
خرابه‌های قلعه‌ای در سیگولدا

جنگجویان صلیبی در سال ۱۲۰۶ دژ لیوونی تورایدا در ساحل راست رود گائوجا را که مسیر تجاری باستانی روس‌های شمال غربی بود، تسلیم کردند. سپس برای سلطه بر ساحل غربی، پیش از سال ۱۲۱۰ قلعه‌ای سنگی در سیگولدا ساخته شد. تا سال ۱۲۱۱ بخش‌های زیادی از لیوونی و لتونی قدیم به کاتولیک رومی گرویده بودند. آخرین نبرد علیه مردم لیوونی تصرف دژ ساتزله در نزدیکی سیگولدا در سال ۱۲۱۲ بود. مردم لیوونی که به شاهزاده‌نشین اسلاوی شرقی پولوتسک خراج پرداخت می‌کردند، ابتدا به آلمانی‌ها به چشم متحد خود می‌نگریستند. نخستین شخص برجستهٔ لیوونی که به مسیحیت گروید، رهبر آن‌ها بود. پس از تشدید سلطهٔ آلمانی‌ها مردم لیوونی علیه صلیبیون و حاکم مسیحی‌شده شورش کردند؛ ولی سرکوب شدند.

### لشکرکشی علیه لاتگالی‌ها و سلی‌ها (۱۲۰۸–۱۲۲۴)
پس از تسلیم مردم لیوونی، توجه صلیبیون به شاهزاده‌نشین‌های لاتگالی در شرق، در امتداد رودهای گائوجا و دائوگاوا معطوف شد. تنها قبیلهٔ بالتی که بدون جنگ، به اطاعت صلیبیون درآمد و در سال ۱۲۰۸ با آنان ائتلاف نظامی برقرار کرد و پس از مدتی از ارتدکس یونانی به کاتولیک رومی تغییر آیین داد، شاهزاده‌نشین تالاوا بود. رهبر تالاوا یکی از متحدان مهم صلیبیون آلمانی علیه مردم استونی بود. نبرد علیه مردم لاتگالی و سلی در سال ۱۲۰۸ با تصرف شاهزاده‌نشین ارتدکس کوکنسه و دژ سلی در سلپیلس آغاز شد. لشکرکشی در سال ۱۲۰۹ با حمله به شاهزاده‌نشین ارتدکس جرسیکا، که توسط صلیبیون متهم به ائتلاف با کافران لیتوانیایی شده‌بود، ادامه یافت. شاه جرسیکا پس از شکست، خراجگزار اسقف لیوونی شد و بخشی از سرزمین خود را به عنوان تیول داد.

### لشکرکشی علیه استونیایی‌ها (۱۲۰۸–۱۲۲۴)

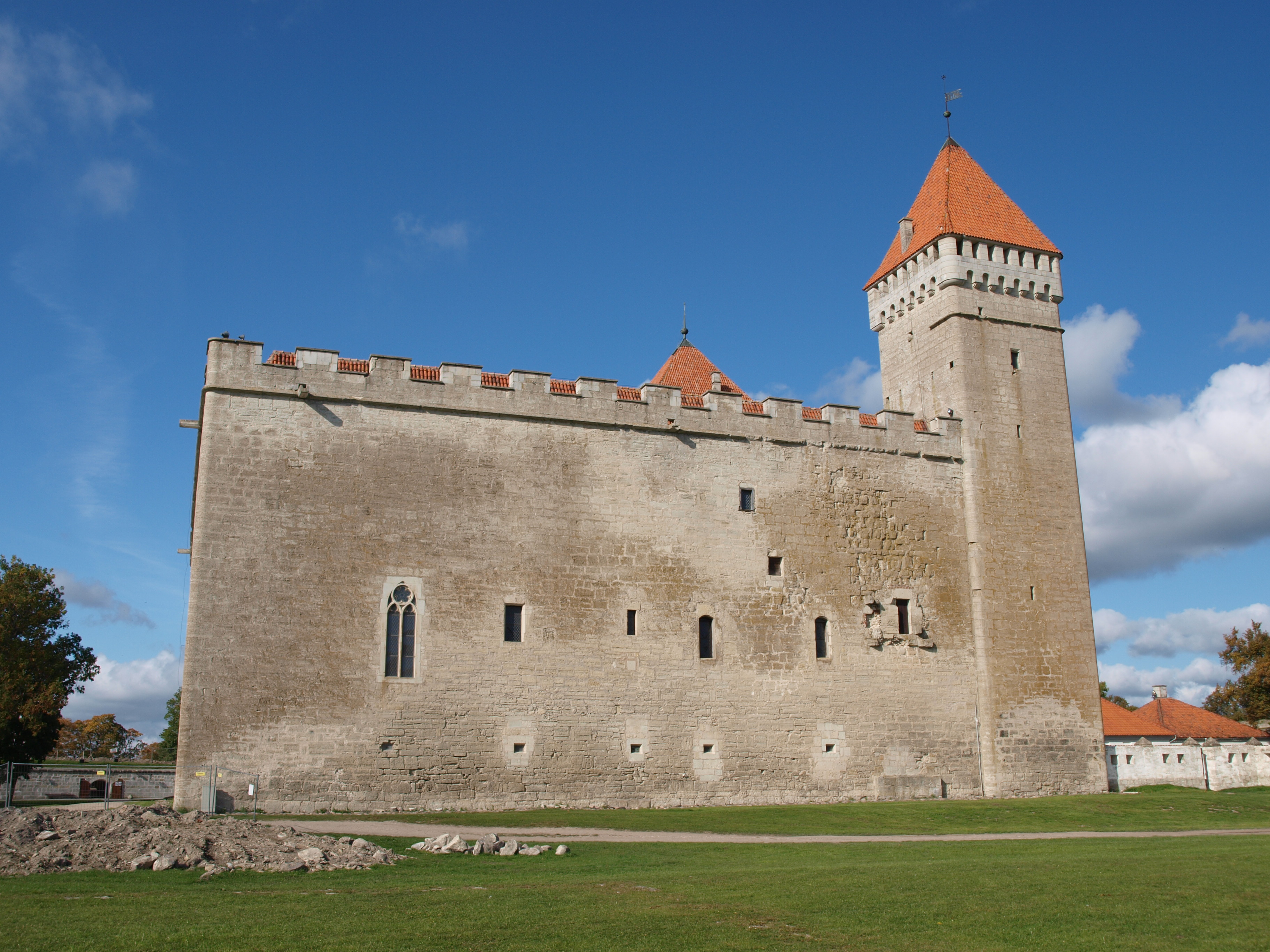
کاخ کورساره در استونی که توسط شهسواران تتونیک ساخته شد

پیش از حملهٔ آلمانی‌ها در سال ۱۲۰۸، استونی به هشت شهرستان بزرگ و چند شهرستان کوچکتر تقسیم شده‌بود که تحت رهبری ریش‌سفیدان بودند و همکاری محدودی با یکدیگر داشتند. دژهای مردم استونی که مراکز کلیدی شهرستان‌های آن بودند، چند بار محاصره و تصرف شدند. در سال‌های ۱۲۱۳ تا ۱۲۱۵ آتش‌بسی میان طرف‌های درگیر جنگ برقرار شد. این آتش‌بس بیشتر به سود آلمانی‌ها بود که توانستند موقعیت سیاسی خود را تحکیم کنند، در حالی که استونیایی‌ها نتوانستند نظام ائتلافی ضعیف خود را به دولت متمرکز توسعه دهند. رهبر لیوونی در نبردی در سپتامبر ۱۲۱۷ کشته شد، ولی نتیجهٔ نبرد، شکست خردکنندهٔ استونیایی‌ها بود که رهبرشان نیز در نبرد کشته شد.
پادشاهی‌های مسیحی سوئد و دانمارک نیز طمع فتح سواحل شرقی بالتیک را داشتند. سوئد تنها یک تهاجم ناموفق به غرب استونی در سال ۱۲۲۰ داشت؛ ولی سپاهیان دانمارک به رهبری شاه والدمار دوم پس از فرود آمدن در لیندانیسه (تالین کنونی) در سال ۱۲۱۹ و پیروزی در نبرد لیندانیسه، دژی را بنا کردند که علی‌رغم محاصره توسط استونیایی‌ها در سال‌های ۱۲۲۰ و ۱۲۲۳ در دست دانمارک باقی ماند. سرانجام کل شمال استونی به تسلط دانمارک درآمد.

### جنگ با سارما (۱۲۰۶–۱۲۶۱)
آخرین شهرستان استونیایی که در برابر حملهٔ مهاجمان مقاومت کرد، جزیرهٔ سارما بود که قایق‌های جنگی آن در سال‌های جنگ برابر صلیبیون آلمانی، به سوئد و دانمارک حمله می‌کردند.
سپاه دانمارک به رهبری والدمار دوم و اسقف آندرس در سال ۱۲۰۶ در سارما فرود آمد و تلاش ناموفقی برای بنا کردن یک دژ انجام داد. در زمستان ۱۲۱۶، نیروهای برادران لیوونی شمشیر و نیروهای اسقف تئودوریچ به سارما حمله کردند. در پاسخ، اوسلی‌ها در بهار بعدی به مناطقی از لتونی که در دست حاکمان آلمانی بود، هجوم بردند. در سال ۱۲۲۰ سپاه سوئد به رهبری شاه یوهان یکم و اسقف کارل توانست لیهولا در غرب استونی را فتح کند. اوسلی‌ها در همان سال به قلعهٔ سوئدی حمله کردند و پس از فتح آن، همهٔ نیروهای سوئدی از جمله اسقف کارل را کشتند.
والدمار دوم در سال ۱۲۲۲ دوباره برای فتح سارما تلاش کرد و توانست دژی سنگی را بنا کند. این دژ پس از ۵ روز، محاصره و تسلیم شد؛ سربازان دانمارکی به رول بازگشتند و برادر اسقف آلبرت و چند نفر دیگر را به عنوان گروگان برای صلح، باقی گذاشتند. اوسلی‌ها دژ را با خاک یکسان کردند.
در ژانویهٔ ۱۲۲۷ سپاه ۲۰ هزار نفری به رهبری ویلیم مودنا نمایندهٔ پاپ، از دریای منجمد عبور کرد، در حالی که قایق‌های سارما یخ بسته بودند. پس از تسلیم موهو و والیالا که دو قلعهٔ عمدهٔ اوسلی بودند، مردم اوسلی رسماً مسیحیت را پذیرفتند.
پس از شکست برادران لیوونی شمشیر در نبرد سائوله در سال ۱۲۳۶، فعالیت نظامی در سارما از سر گرفته شد. در سال ۱۲۶۱، اوسلی‌ها دوباره مسیحیت را کنار گذاشته و همهٔ آلمانی‌های جزیره را کشتند. پس از آن که نیروهای متحد شهسواران لیوونی و استونی دانمارک، قلعهٔ کارما را تصرف کردند و اوسلی‌ها را شکست دادند، پیمان صلحی امضا شد.

### جنگ با مردم کورسی و زمگالی (۱۲۰۱–۱۲۹۰)
علیرغم حملات کورسی‌ها به ریگا در سال‌های ۱۲۰۱ و ۱۲۱۰، آلبرت فن بوکستهوفن کورزم را خراجگزار والدمار دوم می‌دانست و با لشکرکشی بزرگ علیه آن‌ها مخالف بود. پس از مرگ آلبرت در سال ۱۲۲۹، صلیبیون توانستند وانمانه را بدون خونریزی به واسطهٔ پیمانی به اطاعت خود درآورند. در همان سال، بالدوین که نمایندهٔ پاپ بود، این پیمان را لغو کرد و توافقی با حاکم بنداوا در مرکز کورزم منعقد کرد که به موجب آن حاکم بنداوا حکومت خود را در دستان پاپ قرار دهد. بالدوین به سمت نمایندهٔ پاپ در کورزم و اسقف زمگال منصوب شد؛ ولی شکایت آلمانی‌ها از او به کوریای روم باعث شد که پاپ گریگوری نهم در سال ۱۲۳۴ بالدوین را از نمایندگی خود عزل کند.
پس از شکست قطعی برادران شمشیر از ژمایتیایی‌ها و زمگالی‌ها باقیماندهٔ آنان در سال ۱۲۳۷ به عنوان زیرمجموعه‌ای از شهسواران تتونیک تأیید شدند و شهسواران لیوونی خوانده شدند. صلیبیون در سال ۱۲۴۲ فتح نظامی کورزم را آغاز کردند. آنان پس از شکست دادن کورسی‌ها دژ اصلی خود را در کولدیگا بنا کردند. پاپ اینوسنت چهارم در سال ۱۲۴۵ دو سوم سرزمین‌های فتح شده در کورزم را به شهسواران لیوونی و یک‌سوم را به اسقف‌نشین کورزم داد.
نیروهای ژمایتیایی و کورسی در سال ۱۲۶۰ در نبرد دوربه بر نیروهای متحد شهسواران لیوونی و تتونیک فائق آمدند؛ ولی صلیبیون در سال‌های بعد به تدریج توانستند کورسی‌ها را به اطاعت خود درآورند و در پیمان صلحی که در سال ۱۲۶۷ منعقد شد، تعهدات و حقوق رقیبان مغلوب خود را تصریح کردند. بخش‌های فتح نشدهٔ جنوبی قلمرو آنان تحت حکومت دوک‌نشین بزرگ لیتوانی متحد شدند.

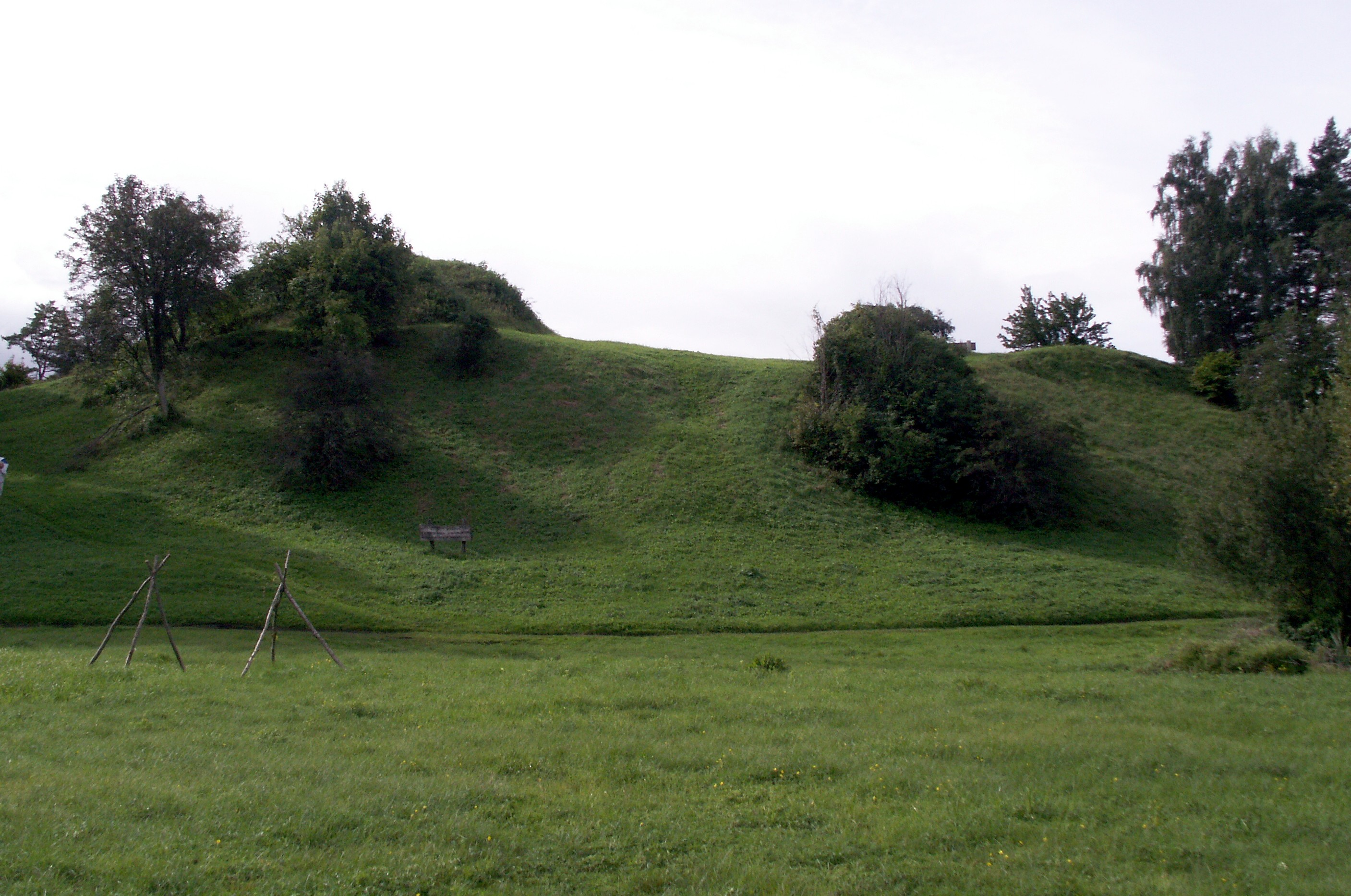
تپه قلعه تروته در سال ۲۰۱۰

فتح مناطق زمگالی از سال ۱۲۱۹ با تصرف مزوتنه توسط صلیبیونی از ریگا و بنیان‌گذاری اسقف‌نشین زمگال آغاز شد. پس از حملات ناموفق به زمگالی‌ها کوریای روم در سال ۱۲۵۱ تصمیم گرفت اسقف‌نشین را منحل کند و قلمرو آن را میان اسقف‌نشین ریگا و شهسواران لیوونی تقسیم کند. تروته پایتخت زمگالی‌ها در سال ۱۲۷۱ تصرف شد؛ ولی زمگالی‌ها در سال ۱۲۷۹ شورش کردند و مردم لیتوانی توانستند شهسواران لیوونی را شکست دهند. سپس در سال ۱۲۸۰ هجوم ناموفقی به ریگا داشتند. صلیبیون در واکنش به این هجوم، با حدود ۱۴ هزار سرباز قلعهٔ تورایدا را در سال ۱۲۸۱ محاصره کردند. حملهٔ دوبارهٔ زمگالی‌ها به ریگا در سال ۱۲۸۷ نیز به شکست انجامید. در سال‌های ۱۲۸۹ و ۱۲۹۰ آخرین لشکرکشی‌ها علیه زمگالی‌ها انجام شد و چند قلعه از جمله دوبل به تصرف صلیبیون درآمد. جنگجویان زمگالی بازمانده به نیروهای ژمایتیایی و لیتوانیایی پیوستند.

## پروس و لیتوانی

### لشکرکشی‌های کنراد مازوویایی
کنراد یکم دوک لهستانی مازوویا در سال‌های ۱۲۱۹ و ۱۲۲۲ حملات ناموفقی برای فتح پروس داشت. او گروهی از صلیبیون تشکیل داد؛ ولی حملات او به پروس با پاسخ آنان روبرو می‌شد. کنراد تصمیم گرفت ابتدا مرزهای شمالی قلمرو خود را آرام کند که به دلیل فعالیت‌های مردم محلی پروس و لیتوانی، مرز مشخصی نداشت. ضعیف بودن سپاه کنراد، او را وادار به دعوت از شوالیه‌های تتونیک به پروس کرد.

### شوالیه‌های تتونیک
شوالیه‌های تتونیک شامل شوالیه‌های صلیبی آلمانی بود که در پایان سدهٔ دوازدهم در فلسطین تشکیل شده بود. پس از پیروزی‌های مسلمانان، آنان به دنبال مأموریت‌های تازه‌ای در اروپا بودند. کنراد یکم مازوویا در سال ۱۲۲۶ از شوالیه‌ها درخواست کرد برای دفاع از مرزهای کشورش و سرکوب پروس‌های بالتی کافر به او کمک کنند. پس از تسلیم پروس، شوالیه‌های تتونیک علیه دوک‌نشین بزرگ لیتوانی وارد جنگ شدند.
پس از شکست شوالیه‌های لیوونی در نبرد سائوله در سال ۱۲۳۶ و شورش‌های همزمان در استونی، شوالیه‌های تتونیک جانشین شوالیه‌های لیوونی شدند. این جانشینی به آنان امکان می‌داد که سلطهٔ سیاسی بر قلمروهای بزرگی در ناحیهٔ بالتیک را تمرین کنند. میندائوگاس پادشاه لیتوانی و همسرش در سال ۱۲۵۳ با امید به توقف حملات صلیبیون به مسیحیت گرویدند؛ ولی چنین اتفاقی رخ نداد. شوالیه‌های تتونیک در مقهور کردن لیتوانی ناکام بودند. در نهایت، با ازدواج دوک بزرگ یوگایلا با یادویگا، ملکهٔ یازده‌سالهٔ لهستان در سال ۱۳۸۶، لیتوانی رسماً به مسیحیت گروید. جنگ‌های صلیبی تا سال ۱۴۱۰ ادامه داشت. در این سال، لیتوانیایی‌ها و لهستانی‌ها که از حمایت تاتارها و چک‌ها برخوردار بودند، شوالیه‌های تتونیک را در نبرد گرونوالد شکست دادند.